# الیسا بکرمن
الیسا بکرمن (به انگلیسی: Alyssa Beckerman) ژیمناست زادهٔ ۲۳ ژانویهٔ ۱۹۸۱ میلادی اهل کشور ایالات متحده آمریکا است.